# Yoshiyuki Kobayashi
Yoshiyuki Kobayashi (jap. 小林 慶行 Kobayashi Yoshiyuki; ur. 27 stycznia 1978) – japoński piłkarz występujący na pozycji pomocnika.

## Kariera klubowa
Od 1999 do 2012 roku występował w klubach Tokyo Verdy, Omiya Ardija, Kashiwa Reysol i Albirex Niigata.